# Campanha de Desafio
A Campanha de Desafio contra Leis Injustas foi o movimento de resistência ao apartheid na África do Sul, promovida pelo Congresso Nacional Africano (CNA) iniciada em dezembro de 1951.
Em congresso realizado em Blumefontaina, o CNA declarou: 
"Todas as pessoas, independentemente do grupo nacional a que pertencem e, independentemente da cor da sua pele, que fizeram a África do Sul a sua casa, tem direito a viver uma vida plena e livre.
Plenos direitos democráticos, com direito de voz para opinar nos assuntos do governo, são direito inalienável de todo sul-africano - um direito que deve ser realizado agora, se a África do Sul tiver que salvar-se do caos social, da tirania e dos males decorrentes da negação existente sobre grandes massas da população alegando motivos de raça e cor.
A luta que as organizações nacionais do povo não-europeu estão a realizar não é dirigida contra qualquer raça ou grupo nacional. É contra as leis injustas que mantêm em sujeição perpétua e em miséria vastas seções da população. É para a criação de condições que irão restaurar a dignidade humana, igualdade e liberdade a todos os sul-africanos.
A desobediência civil teve início a 26 de junho de 1952, com a adesão do Congresso Indiano da África do Sul (SAIC), e visavam combater seis leis do apartheid, dentre as quais a lei do passe, segundo a qual para se deslocar todo negro deveria portar um documento, que poderia ser exigido por qualquer autoridade branca.
Como reação o governo aprovou em 1953 a Lei de Segurança Pública, que estabeleceu o estado de emergência e promoveu a prisão de 98 brancos, 36 mestiços, 90 asiáticos e 11.279 africanos, dentre os quais os irmãos Maulvi e Yusuf Cachalia, e Nelson Mandela.